# Alof de Wignacourt
Alof de Wignacourt (latin forrásokban Adolphus Vignacurtius; 1547, Franciaország – 1622. szeptember 14., Málta) francia nemes, a Jeruzsálemi Szent János Ispotályos Lovagrend 54. nagymestere 1601-től haláláig.
1564-ben lépett be a Lovagrendbe. A következő évben Málta ostromában már kitüntette magát. Uralkodói modorú és ízlésű ember volt, erről tanúskodik díszes páncélzata, mely a vallettai múzeum egyik kincse. 1601-ben választották nagymesterré. Kedvelt volt alattvalói körében. Ő adott megbízást Michelangelo Merisi di Caravaggiónak Máltán készült műveire. Nevéhez fűződik az állandó könyvtár megnyitása, mégis leginkább építkezései miatt emlékeznek rá: a partok védelmére egy sor őrtornyot telepíttetett, Valletta vízellátására pedig 15 kilométer hosszú vízvezetéket építtetett Rabattól a mai Floriana határáig.

## Építményei
- Wignacourt-vízvezeték[1] (máltaiul Akvedott, angolul Wignacourt Acqueduct, 1610-1615): tervezője a messinai Natale Tomasucci, a munka nagy részét a bolognai Bontadino de Bontadini kivitelezte. Kőfaragóként Tumas Dingli építész is részt vett a munkákban. Rabat dombjaitól Attardon, Balzanon, Santa Venerán és Ħamrunon keresztül kígyózott föld alatt és föld fölött Valletta külterületéig. Wignacourt 1615. augusztus 21-én avatta fel.

### Tornyai
- St. Paul's Bay Tower (1610, San Pawl il-Baħar)
- Torri ta' San Luċjan (St. Lucian Tower; 1610-11, Marsaxlokk): a britek erőddé bővítették. Ma a Nemzeti Tengerbiológiai Kutatóközpont foglalja el
- Torri ta' San Tumas (St. Thomas Tower; 1614, Marsaskala): az Il-Ħamriga félsziget csúcsára épült, a Marsaskala Creek és a Szent Tamás-öböl közé. Marsaskala városa ma már körbeveszi a tornyot
- Torri tax-Xagħra (Marsalforn Tower; 1616, Marsalforn): 1716-ban a szikla pusztulásával a tengerbe omlott
- Torri ta' Santa Marija (St. Mary's Tower vagy Comino Tower; 1618, Comino): egy kétszáz évvel korábban félbehagyott tornyot fejeztetett be, hogy ellenőrizze a Malta és Gozo közti csatornát és távoltartsa a kalózokat a szigettől. Tervezője Vittorio Cassar
- Santa Maria delle Grazie Tower (1620, a mai Xgħajra helyén): a britek 1888-ban lebontották

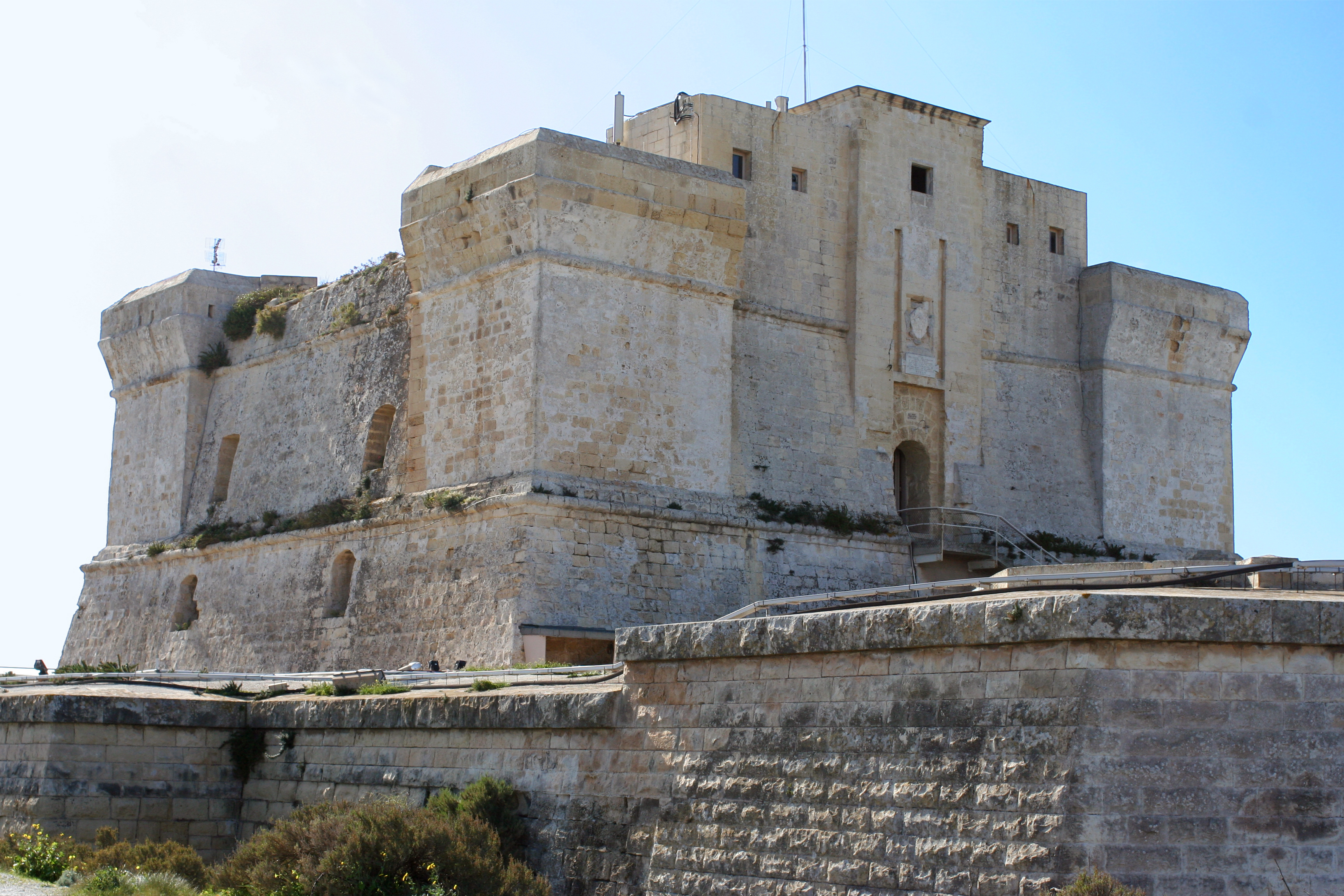
San Lucjan, Marsaxlokk
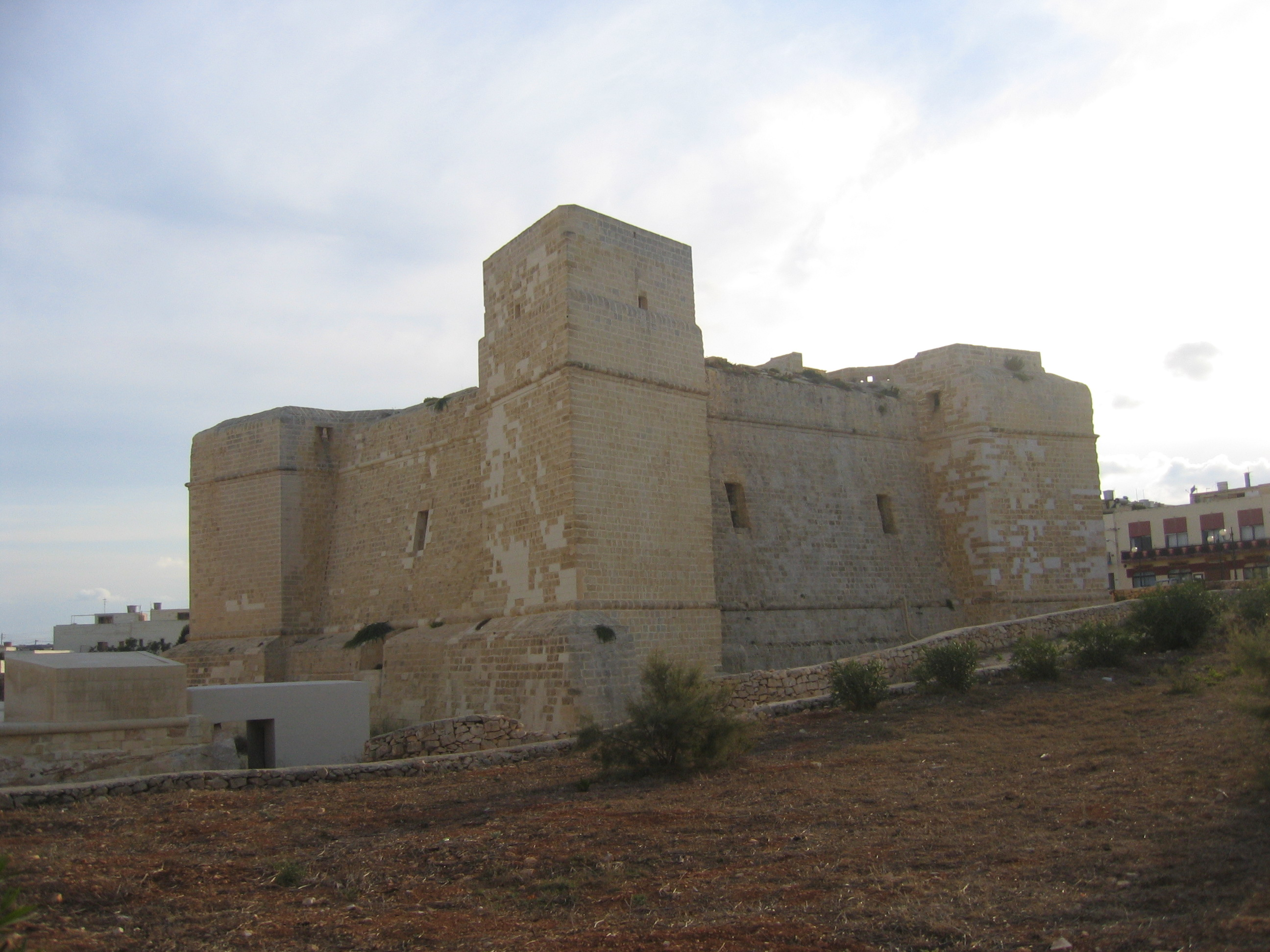
San Tumas, Marsaskala
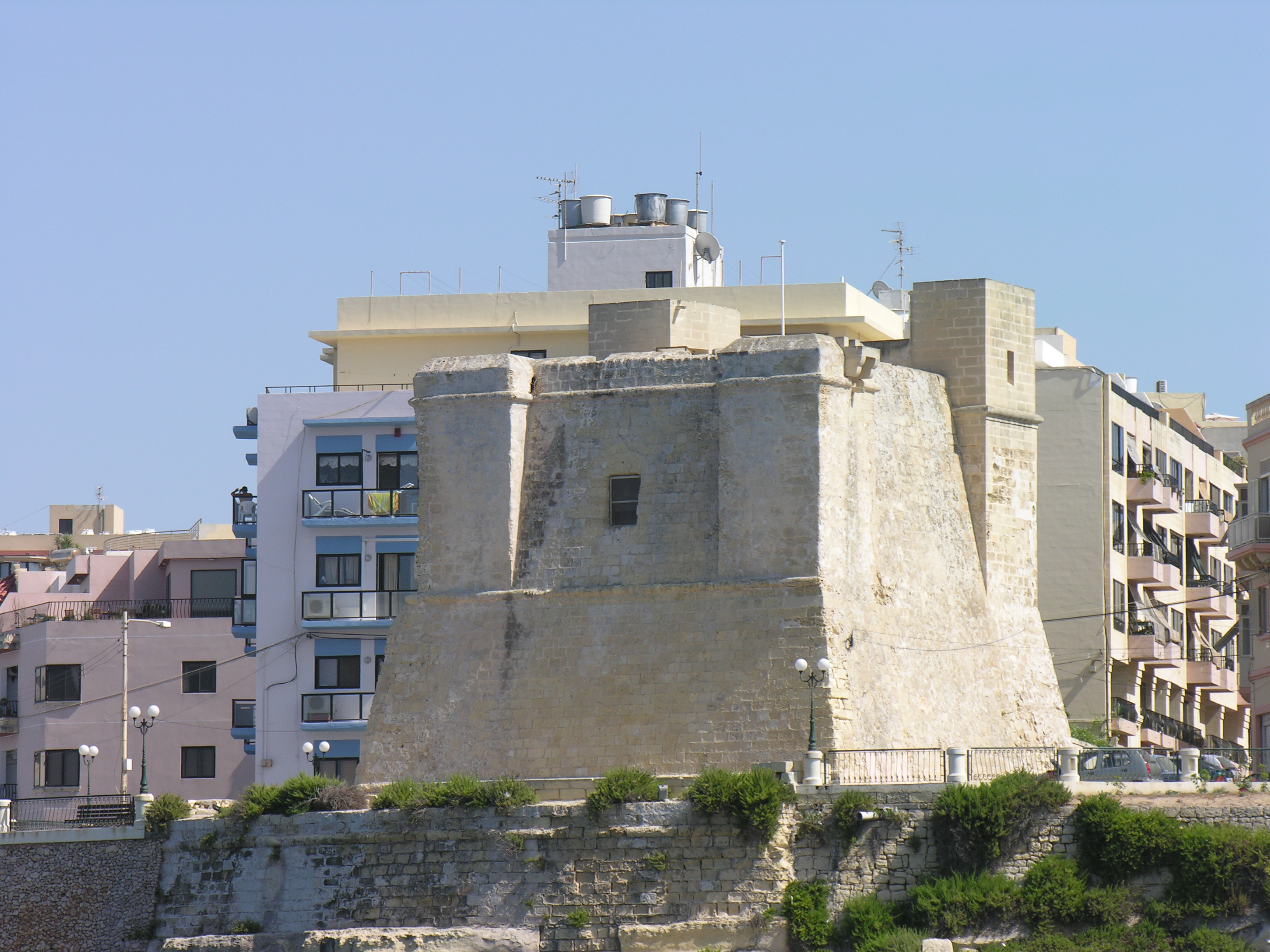
San Pawl il-Baħar
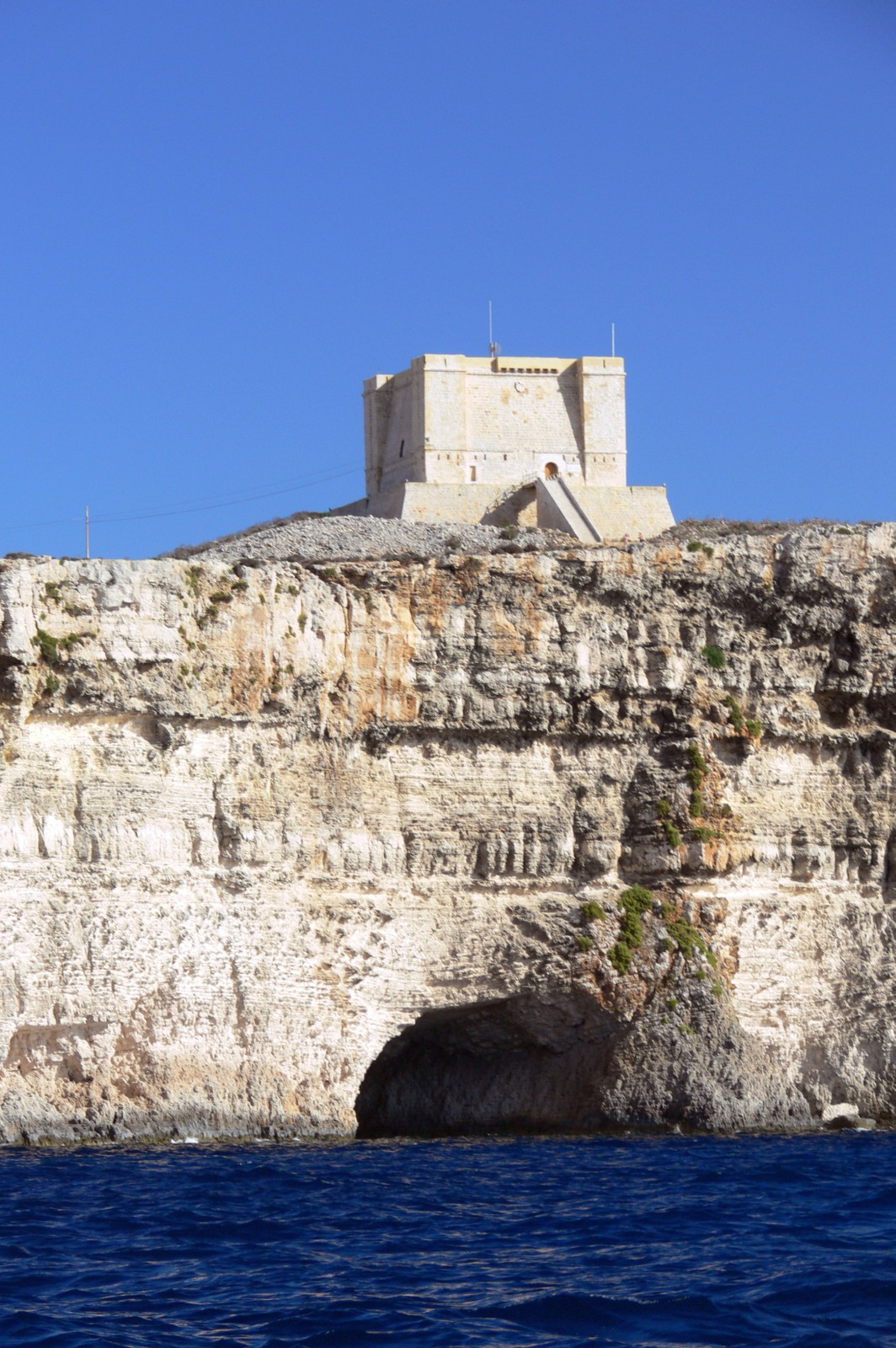
Santa Marija, Comino

## Kapcsolódó oldalak
- Málta államfőinek listája